# Dolichopeza toala
Dolichopeza toala är en tvåvingeart som beskrevs av Alexander 1935. Dolichopeza toala ingår i släktet Dolichopeza och familjen storharkrankar. Inga underarter finns listade i Catalogue of Life.